# Obernburg am Main
Obernburg am Main, Obernburg a.Main – miasto w Niemczech, w kraju związkowym Bawaria, w rejencji Dolna Frankonia, w regionie Bayerischer Untermain, w powiecie Miltenberg. Leży ok. 16 km na północny zachód od Miltenbergu, nad Menem, pomiędzy Odenwaldem a Spessart, przy drodze B469 i linii kolejowej Aschaffenburg – Aalen. W skład miasta wchodzą dwie dzielnice: Obernburg i Eisenbach

## Współpraca
Miejscowość partnerska:
- Aszód, Węgry

## Zabytki i atrakcje
- Muzeum Romańskie (Römermuseum)
- pozostałości po fortyfikacji miejskiej
- miasto leży przy europejskim szklaku E8 i szlaku wędrownym Frankońskie Wino Czerwone.

## Osoby urodzone w Obernburg am Main
- Gitti und Erika, zespół ludowy
- Dominik Klein, piłkarz ręczny
- Adam Lux, uczestnik rewolucji francuskiej
- Urban Priol, artysta kabaretowy